# 特拉華 (愛荷華州)
特拉華（英語：Delaware）是一個位於美國愛荷華州特拉華縣的城市。

## 地理
特拉華的座標為42°28′26″N 91°20′32″W / 42.47389°N 91.34222°W，而該地的平均海拔高度為329米（即1079英尺）。

## 人口
根據2010年美國人口普查的數據，特拉華的面積為2.10平方千米，當中陸地面積為2.07平方千米，而水域面積為0.03平方千米。當地共有人口159人，而人口密度為每平方千米75人。